# Jiří Poner
Jiří Poner (* 9. Februar 1964 in Pardubice, Tschechoslowakei) ist ein ehemaliger tschechoslowakischer Eishockeyspieler. Er spielte als Stürmer unter anderem in der Eishockey-Bundesliga. 

## Laufbahn
Poner begann 1981 als Juniorenspieler bei der Juniorenmannschaft des HC Sparta Prag, bevor er sich 1982 den Junioren des EV Landshut anschloss. Im NHL Entry Draft 1984 wurde das junge Talent von den Minnesota North Stars in der fünften Runde an 89. Stelle gezogen, spielte aber nie in der NHL. Die folgenden zwei Jahre brachte er bei den Indianapolis Checkers, Springfield Indians und Muskegon Lumberjacks in der IHL beziehungsweise AHL zu. 1986 konnte er bei den Lumberjacks in 79 Spielen 68 Scorerpunkte erzielen und gewann mit der Mannschaft den Turner Cup. Längerfristig sah Poner aber keine weiteren Chancen in Nordamerika und wechselte nach Europa zurück zum EV Landshut. Poner entwickelte sich zu einem der Topscorer in der Eishockey-Bundesliga und traf für die Mannschaft aus Landshut in drei Jahren 54 Mal in das gegnerische Tor. Ab 1989 spielte er für zwei Jahre bei den Kölner Haien, konnte aber an seine großartigen Leistungen in Landshut statistisch nicht mehr anschließen. In seinem letzten Jahr in Köln wurde er Deutscher Eishockey-Vizemeister. Von 1991 bis 1994 war er für den Mannheimer ERC aktiv und konnte seine statistischen Werte nochmals steigern. In 129 Spielen in Mannheim erzielte Poner 65 Scorerpunkte. 1994 beendete er seine Laufbahn.